# Ben Goldsborough
Ben Goldsborough est un homme politique britannique, membre du parti travailliste. Consultant politique et ancien conseiller local, il est député du South Norfolk depuis les élections générales de 2024.
Avant d'être élu député, il est conseiller à Flint, au Pays de Galles, où il occupe le poste d'adjoint au maire, puis de maire de la ville.
En 2024, Goldsborough a révélé qu'il vivait chez ses parents à Snetterton, et que cela avait façonné sa conviction quant à la nécessité de nouveaux développements de logements.